# Annette Skotvoll
Annette Skotvoll, née le 1er septembre 1968 à Trondheim, est une ancienne handballeuse internationale norvégienne qui évoluait au poste de gardienne.
Avec l'équipe de Norvège, elle participe aux jeux olympiques de 1988, 1992 et 1996 où elle remporte deux médailles d'argent (1988 et 1992). 

## Palmarès

### Sélection nationale
Jeux olympiques
- médaille d'argent aux Jeux olympiques de 1988, Séoul
- médaille d'argent aux Jeux olympiques de 1992, Barcelone
- 4e aux Jeux olympiques de 1996, Atlanta

championnat du monde 
- 3e du championnat du monde 1993

championnat d'Europe 
- finaliste du championnat d'Europe 1996
- 3e du championnat d'Europe 1994